# Concordia (Argentine)
Pour les articles homonymes, voir Concordia.
San Antonio de Padua de la Concordia ou simplement Concordia est une ville de la province d'Entre Ríos, en Argentine, et le chef-lieu du département de Concordia. Elle est située sur la rive droite ou occidentale du Río Uruguay. Sa population s'élevait à 138 099 habitants en 2001, ce qui en faisait la deuxième ville de la province. La ville est le siège de l'évêché de Concordia avec sa cathédrale San Antonio de Paduaff.

## Situation
Concordia se trouve à 360 km au nord de Buenos Aires, la capitale fédérale, et à 240 km au nord-est de Parana, la capitale de la province. Concordia fait face à la ville de Salto, en Uruguay, dont elle est séparée par le Río Uruguay, large d'environ 500 m. A quelques kilomètres en amont se trouvent les chutes appelées Salto Grande (Ytú ou Itú, en langue guaraníe) qui marquaient la limite entre la zone navigable du Río Uruguay depuis son embouchure dans le Río de la Plata, ceci jusqu'à la construction du barrage de Salto Grande.
Le centre-ville se trouve à 18 km au sud de la digue qui forme l'imposant lac de la retenue. Une branche ferroviaire importante traverse la cité. Une seconde voie ferrée et une route la connectent avec la ville de Salto.
Tout près, l'aéroport de Concordia (Comodoro Pierrestegui, code AITA : COC) a pour coordonnées 31° 18′ S, 58° 00′ O.

## Histoire
La région était habitée par des peuples faisant partie des tribus charrúas (principalement les Yaros) et par des Guaranís qui sont arrivés là, au début du XVIe siècle. Ces derniers avaient atteint la zone depuis le nord, en descendant les rivières.
Selon Antonio P. Castro, en étudiant les anciennes cartes publiées par le Père Furlong Cardiff, il y avait en ces lieux un endroit habité appelé "Ytú" qui existait au moins depuis 1722, et peut être plus tôt.
Le premier établissement espagnol fut sans doute l'installation militaire de San Antonio del Salto Chico, édifié sur la rive orientale du fleuve Uruguay en février 1757 sur la base d'un campement de troupes commandées par don José Joaquín de Viana, gouverneur de Montevideo. On avait aussi construit des chemins depuis cette région jusqu'au premier point navigable du bas Uruguay, et ce sur ordre de gouverneur Pedro de Cevallos, afin de servir de point d'appui pour l'armée qui opérait dans les Missions jésuites orientales. Cette installation fut abandonnée lorsque se termina la Guerre Guaraníe en 1763.
En 1768, le gouverneur du Río de la Plata, Francisco de Bucarelli, organisa une expédition militaire pour expulser les jésuites de leurs Misiones. Pour ce faire il remonta le Río Uruguay avec 1 500 soldats et fit restaurer le fort élevé en 1757 par Pedro de Cevallos au Salto Chico afin de servir de base aux opérations.
Ce fort fut utilisé comme dépôt d'approvisionnement et comme prison pour les malheureux jésuites. Une grande crue l'année suivante détruisit l'établissement de Yapeyú, situé plus au nord au-delà des chutes. En 1769, Bucarelli prit en charge la fondation de San Antonio de Salto Chico sur le site de l'actuelle Concordia, qui devint un carrefour route-fleuve jusque 1821.
En 1768 on établit un embarcadère sur la rive occidentale de l'Uruguay. En 1776, Juan de San Martín fonda les Estancias de Concepción de Mandisoví (dans les environs de la ville actuelle de Federación) et de Jesús del Yeruá (au sud de Concordia), restaurant le port de San Antonio del Salto Chico. Dans ce port étaient embarquées les marchandises arrivées par voie terrestre depuis Yapeyú.

## Religion
La cathédrale San Antonio de Padua est le siège du diocèse de Concordia, suffragant de l'archidiocèse de Paraná.

## Galerie photographique

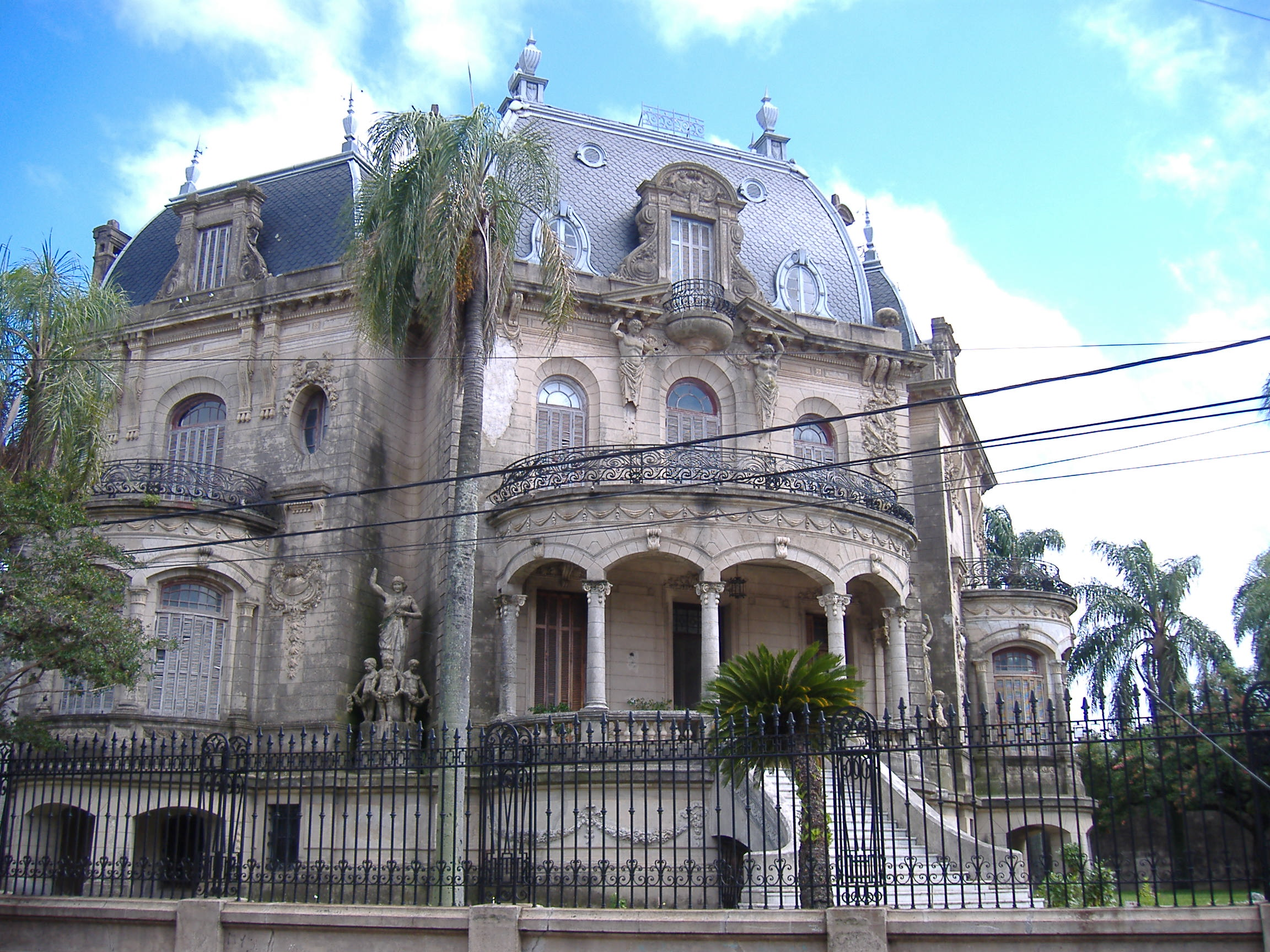
Palacio Arruabarrena
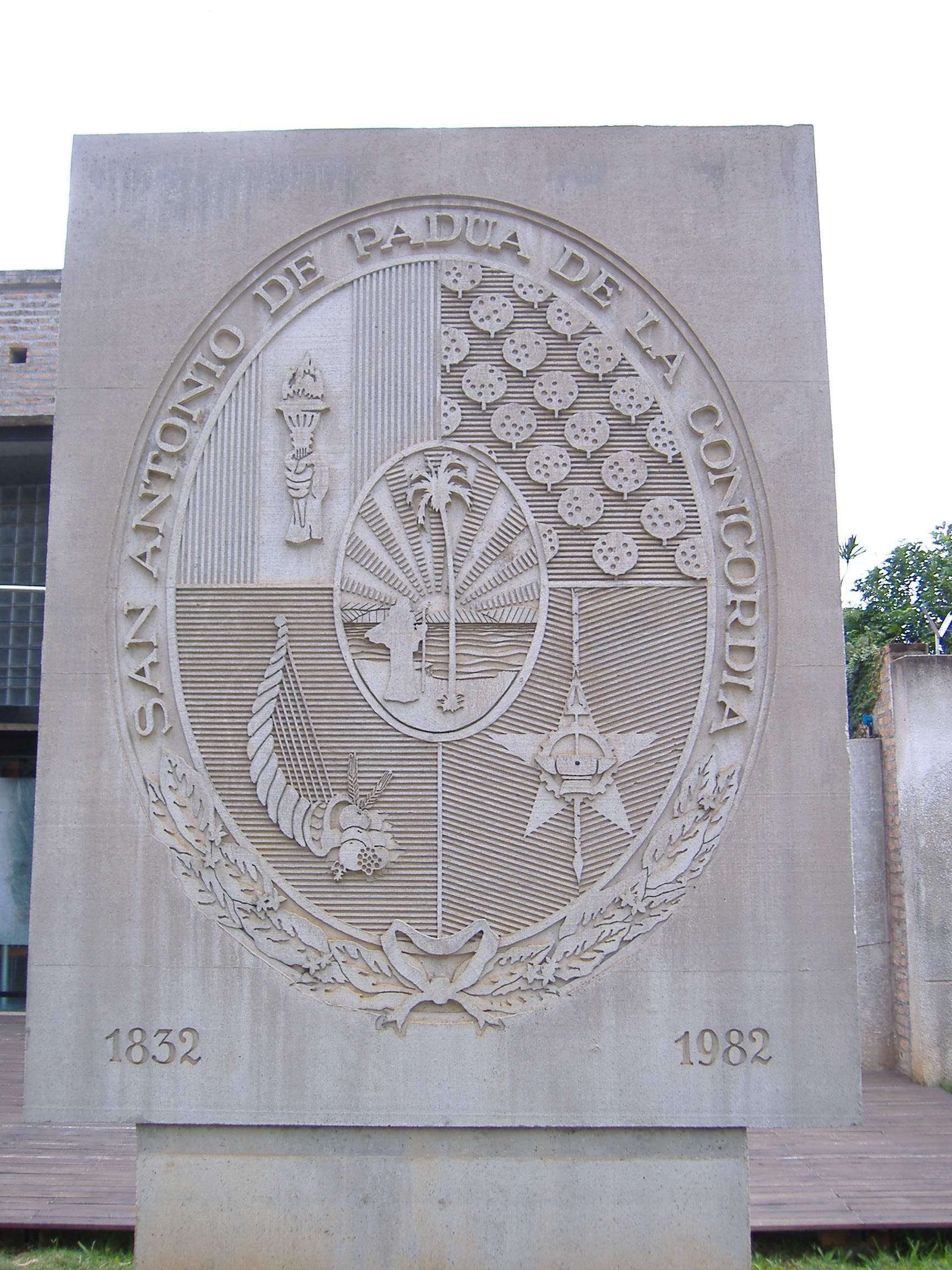
L'écusson de la ville
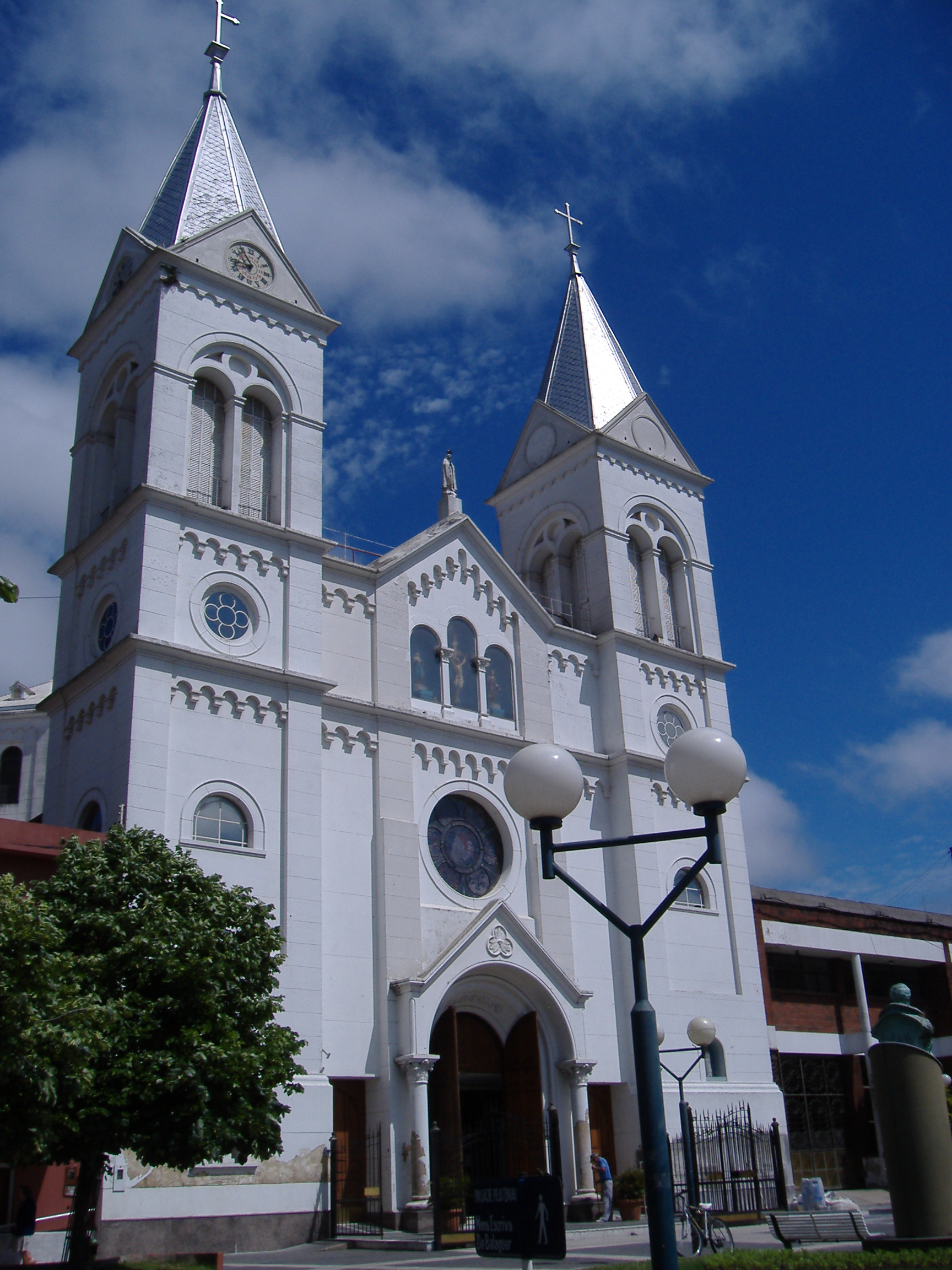
La cathédrale
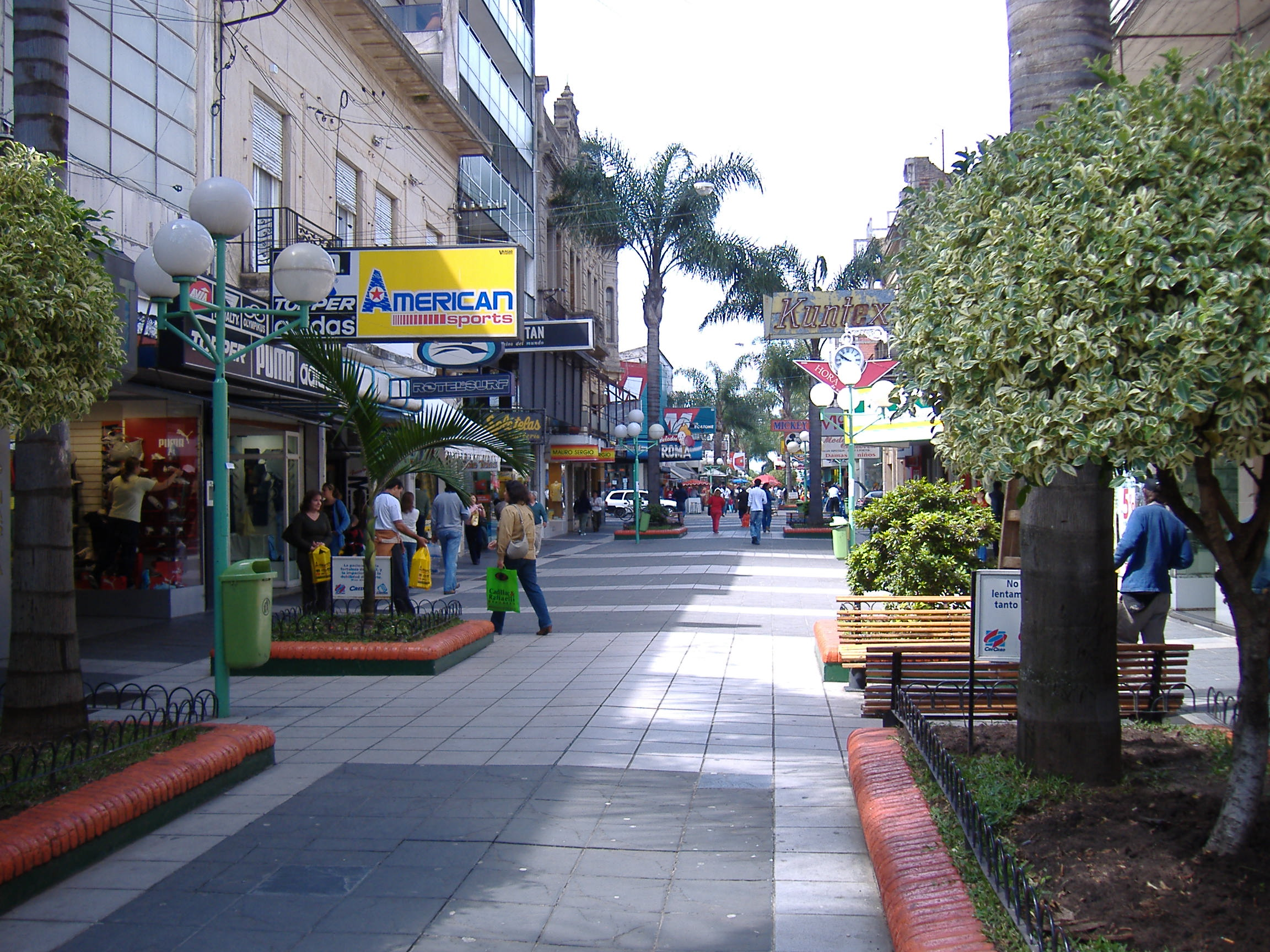
Une rue piétonne